# Idaea farada
Idaea farada là một loài bướm đêm trong họ Geometridae.